# John van de Ruit
John van de Ruit (Durban, 20 aprile 1975) è uno scrittore e attore sudafricano.
conosciuto dalla sua collaborazione nel show Green Mamba con Ben Voss, studiò teatro nell'Università di Natale.

## Opere
- Patata (Spud), 2005, Penguin Books, ISBN 978-0-14-302484-2. Film di 2010 di Ross Garland
- Spud - The Madness Continues..., 2007, Penguin Books, ISBN 978-0-14-353836-3
- Spud - Learning to Fly , 2009, Penguin Books, ISBN 978-0-14-353952-0
- Spud: Exit, Pursued by a Bear, 2012, Penguin Books, ISBN 978-0-14-353024-4